# Municipio de Aastad
El municipio de Aastad (en inglés, Aastad Township) es un municipio ubicado en el condado de Otter Tail, Minnesota, Estados Unidos. Tiene una población estimada, a mediados de 2021, de 188 habitantes.
Abarca una zona exclusivamente rural.

## Geografía
Está ubicado en las coordenadas 46°10′5″N 96°4′21″O / 46.16806, -96.07250. Según la Oficina del Censo de los Estados Unidos, tiene una superficie total de 91.7 km², de la cual 87.8 km² corresponden a tierra firme y 3.9 km² son agua.

## Demografía
Según el censo de 2020, en ese momento había 191 personas residiendo en la zona. La densidad de población era de 2.2 hab./km². El 92.67 % de los habitantes eran blancos, el 0.52 % era de otra raza y el 6.81 % eran de una mezcla de razas. Del total de la población, el 1.05 % eran hispanos o latinos de cualquier raza.